# Elvira Donnarumma
Elvira Donnarumma (Nápoles, 18 de marzo de 1883-22 de mayo de 1933) fue una cantante italiana.

## Biografía
De aspecto florido y maneras vivaces y vivarachas, en marcado contraste con la esbelta figura de mujer fatal que el fenómeno del star-system no tardaría en difundir, actuó siendo aún joven, en 1894 en el "Circo delle Varietà", en el papel de piccola canzonettista. Después, contratada por los hermanos Resi, empresarios del café-chantant "Eden", interpretó números en solitario y a dúo.
Los lugares que la hicieron famosa fueron los cafés-chantant y los teatros de variedades, como la "Birreria dell'Incoronata" de su ciudad natal, de la que más tarde llegó a ser directora. Entre las muchas nuevas estrellas de la canción que lanzó en su local estaba Ersilia Sampieri.
También trabajó en otros locales de su ciudad, incluso el pequeño teatro del puerto, llamado "la Petrella". Su carrera, ya consolidada, despegó sin embargo en Roma, en el Teatro Olimpia, donde su nombre figuraba en cartel y un público entusiasta decretó el éxito de sus representaciones, convirtiéndose en una de las intérpretes más populares y solicitadas de la canción napolitana.
Residió en una casa de Via Flavio Gioia, en el barrio de Porto, donde solía recibir visitas de invitados y cantautores en busca de fortuna. Grabó discos para los sellos discográficos Pathè, Phonotype, Favorite y Voce del Padrone.
Un año antes de su muerte, en 1933, se retiró de los escenarios, gravemente enferma. Recibió elogios de numerosos personajes públicos y del mundo del espectáculo, como Matilde Serao y Eleonora Duse.

## Discografía parcial

### 78 RPM
- 1908: Tarantelluccia/Suonno e fantasia (Favorite Record 5682-0)
- 1908: Strada sulitaria/Suonne sunnate (Favorite Record 5695-0)
- 1908: La palla/'O voglio (Favorite Record 5760-0)
- 1913: Nuttata 'e sentimento/Suspiro ardente (Pathè 14549)
- 1913: Canzona napulitana/'A canzona 'e Santa Lucia (Pathè 14662)
- 1914: Falena argentina/Stornelli semplici (Phonotype 1305)
- 1914: Senza fretta/Primmamatina (Phonotype 1306)
- 1914: Il bruno bersagliere/Canta abbrile (Phonotype 1308)
- 1918: Torna al paesello/Bambola (Phonotype 1955)
- 1918: Stornelli dei soldati/'O piano 'e guerra (Phonotype 1957)
- 1918: La figlia della strada/Dice a mamma (Phonotype 1972)
- 1912: I' cu te, tu cu me (de Recitano/Di Chiara)